# ونتسیلا ی تجدیلا
ونتسیلا ی تجدیلا (به اسپانیایی: Ventosilla y Tejadilla) یک شهرستان در اسپانیا است که در سگبیا واقع شده‌است.

## خصوصیات
ونتسیلا ی تجدیلا ۶ کیلومترمربع مساحت و ۵۱ نفر جمعیت دارد.